# 小花夜香牛
小花夜香牛（学名：Cyanthillium cinereum var. parviflorum）为菊科夜香牛属下的一个变种。

## 扩展阅读
- 維基物種上的相關：小花夜香牛